# Louis Visconti
Louis Joachim Tullius Visconti (Roma, 11 de febrer de 1791 - París, 23 de desembre de 1853) fou un arquitecte francès.

## Biografia
Louis Visconti procedia d'una cèlebre família d'arqueòlegs: el seu avi Giambattista Antonio Visconti (1722-1784) havia fundat el  Museu del Vaticà i el seu pare, Ennio Quirino Visconti (1751-1818), en va ser el conservador. La seva família es va instal·lar a París el 1798 i va obtenir la nacionalitat francesa el 1799, el seu pare va ser nomenat conservador de les Antiguitats i dels Quadres al Museu del Louvre.
Entre 1808 i 1817, Louis Visconti va estudiar a l'Escola de Belles Arts de París sota la direcció de Charles Percier. Va ser també alumne del pintor François-André Vincent. Després d'haver obtingut el Segon gran prix de Rome d'arquitectura (1814) i el premi departamental d'arquitectura de l'Escola de les Belles Arts (1817), va ser nomenat arquitecte dels 3r i 8è Antics districtes de París el 1826, conservador de la 8a secció dels Monuments públics de París (comprenent la  Biblioteca reial, el monument de la place des Victoires, les  portes Saint-Martin i  Saint-Denis i la columna Vendôme) el 1832, arquitecte divisionari el 1848, arquitecte del Govern el 1849.
El 1840, va concebre les decoracions de la capital per a la cerimònia de la tornada de les cendres de Napoleó Bonaparte, després va construir la tomba de l'Emperador a les Invalides.
Associat amb Émile Trélat per als treballs de la Bibliothèque royale du Louvre el maig de 1848, va donar un primer projecte d'acabament del palais du Louvre. Nomenat arquitecte del Palau de les Teuleries el 7 de juliol de 1852 i arquitecte de l'emperador Napoleó III el 16 de febrer de 1853, se li va encarregar de concebre el projecte d'unió del Palau del Louvre i del Palau de les Teuleries que va ser realitzat per Hector-Martin Lefuel. Visconti va morir d'una crisi cardíaca el 1853, any de la seva elecció a l'Acadèmia de les Belles Arts.
Va ser President de la Société centrale des architectes el 1852.

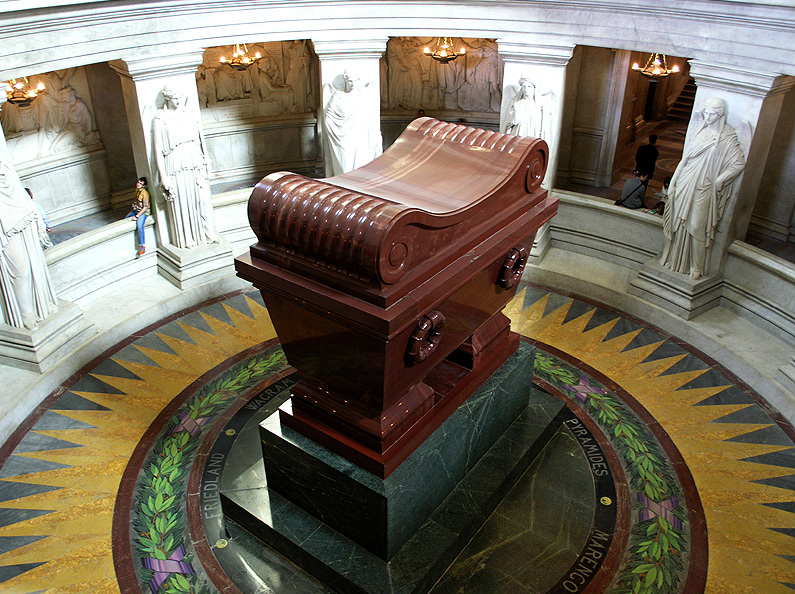
Tomba de Napoleó als Invalides.